# Zahodne Ture
Zahodne Ture, tudi Visoke Ture (nemško Hohe Tauern, italijansko Alti Tauri) so gorovje v glavni verigi centralnih vzhodnih Alp, ki obsega najvišje vrhove vzhodno od prelaza Brenner. Greben tvori južno mejo avstrijske dežele Salzburg s Koroško in vzhodno Tirolsko, medtem ko manjši del na jugozahodu pripada italijanski pokrajini Južna Tirolska. Območje vključuje najvišjo goro Avstrije, Veliki Klek z nadmorsko višino 3798 m.
Na vzhodu se območje priključi Vzhodnim ali Nizkim Turam.

## Geografija
Po klasifikaciji vzhodnih Alp (Alpine Club) gorovje omejuje dolina reke Salzach na severu (ki ga ločuje od Kitzbühelskih Alp), dolina reke Mure in prelaz Murtörl na vzhodu in ga ločuje od Vzhodnih Tur, dolina Drave na jugu, ki ga ločuje od Južnih apneniških Alp, in prelaz Birnlücke na zahodu, ki jih ločuje od Zillertalskih Alp.
Njegove najpomembnejše podskupine vzdolž alpskega grebena so (od zahoda proti vzhodu):
- Skupina Venediger (Venedigergruppe - vključno Grossvenediger[1], 3662 metrov in Lasörling, 3098 metrov)
- Skupina Granatspitze (Granatspitzegruppe - Großer Muntanitz, 3232 m in Granatspitze, 3086 m)
- Skupina Velikega Kleka (Glocknergruppe - Grossglockner, 3798 metrov)
- Skupina Sonnblick (Goldberggruppe - Hoher Sonnblick, 3106 metrov)
- Skupina Ankogel-Hochalm (Ankogelgruppe - Hochalmspitze, 3360 metrov, Ankogel, 3246 m)
- Skupina Reisseck (Reisseck, 2965 m)

Vzhodni konec Visokih Tur je masiv Hafnerja skupine Ankogel, ki vključuje najbolj vzhodne tri tritisočake v alpski verigi.
Nadaljnje se deli Visoke Ture južno od glavnega grebena Alp (od zahoda na vzhod) na:
- Skupina Rieserferner (Rieserfernergruppe - Hochgall, 3436 metrov)
- Gorovje Villgraten (Weiße Spitze, 2962 m)
- Skupina Šober (Schobergruppe(vključno Petzeck, 3283 m in Hochschober, 3240 m)
- Skupina Kreuzeck (Kreuzeckgruppe - Mölltaler Polinik, 2784 m)

## Narodni park Visoke Ture
Vzdolž 100 km v glavni verigi se razteza Narodni park Visoke Ture (Nationalpark Hohe Tauern), katerega zemljiški lastniki so Avstrijski alpski klub in tri dežele Koroška, Salzburg in Tirolska. S površino okoli 1834 kvadratnih kilometrov je daleč največji od sedmih narodnih parkov Avstrije kot tudi največji naravni rezervat v Alpah.  Razdeljen je na osrednji del, vključno z masivi Grossglockner in Grossvenediger, s popolno prepovedjo kmetijske rabe in obrobna območja, ki se uporabljajo za gozdarstvo in alpsko-travniško kmetovanje. Pet posebnih naravnih zatočišč so zaščitili pred vsako človeško motnjo.
Park kategorije IUCN II obsega ledenik Pastirica in številne druge ledenike, Krimmlske slapove, številne ledeniške doline in aluvialne stožce, pa tudi razširjena območja tundre in gozdove. Med alpskim rastlinstvom je predvsem cemprin razširjen vzdolž gozdne meje; med grmovnicami je predvsem razširjen sleč Rhododendron ferrugineum pa tudi endemični kamnokreč Saxifraga rudolphiana pri okoli 2800 m. Živali so tudi gamsi, alpski kozorog in jeleni, kot tudi beloglavi jastreba in planinski orel. Nekdaj izumrli brkati ser in alpski svizec sta bila uspešno ponovno uvedena.
Park je bil ustanovljen leta 1971 v skladu z deklaracijo sodelujočih dežel, podpisano v Heiligenblutu, kljub temu pa do leta 1981 ni bila uveljavljena, ko so prvi del okoli Großglocknerja in Hochschoberja na Koroškem zaščitili. Sosednje območje v Salzburgu je sledilo dve leti kasneje, Tirolska se je končno pridružila leta 1992. Turizem se je od ustanovitve narodnega parka rahlo povečal in postal manj škodljiv za okolje. Poseben poudarek je na varovanju okolja in ohranjanju tradicionalnih načinov življenja v Alpah.

## Vrhovi
Glavni vrhovi Visokih Tur so:
| Vrh                 | Skupina      | Višina (m) | Prominenca (m) |
| ------------------- | ------------ | ---------- | -------------- |
| Großglockner        | Glockner     | 3798       | 2423           |
| Großvenediger       | Venediger    | 3666       | 1199           |
| Großes Wiesbachhorn | Glockner     | 3564       | 477            |
| Dreiherrnspitze     | Venediger    | 3499       | 591            |
| Rötspitze           | Venediger    | 3496       | 653            |
| Johannisberg        | Glockner     | 3453       | 277            |
| Hochgall]           | Rieserferner | 3436       | 1148           |
| Hoher Eichham       | Venediger    | 3371       | 325            |
| Hoher Tenn          | Glockner     | 3368       | 335            |
| Malhamspitze        | Venediger    | 3368       | 319            |
| Hochalmspitze       | Ankogel      | 3360       | 942            |
| Großer Geiger       | Venediger    | 3360       | 293            |
| Schneebiger Nock    | Rieserferner | 3358       | 542            |
| Fuscherkarkopf      | Glockner     | 3331       | 489            |
| Keeskogel           | Venediger    | 3291       | 373            |
| Schlieferspitze     | Venediger    | 3290       | 513            |
| Petzeck             | Schober      | 3283       | 802            |
| Roter Knopf         | Schober      | 3281       | 556            |
| Ankogel             | Ankogel      | 3264       | 570            |
| Hocharn             | Goldberg     | 3254       | 678            |
| Großer Hornkopf     | Schober      | 3251       | 456            |
| Hohe Fürlegg        | Venediger    | 3243       | 385            |
| Hochschober         | Schober      | 3242       | 438            |
| Großer Muntanitz    | Granatspitze | 3232       | 717            |
| Hocheiser           | Glockner     | 3206       | 577            |
| Glödis              | Schober      | 3206       | 370            |
| Kitzsteinhorn       | Glockner     | 3204       | 439            |
| Durreck             | Venediger    | 3135       | 626            |
| Hoher Sonnblick     | Goldberg     | 3106       | 271            |
| Lasörling           | Venediger    | 3098       | 490            |
| Großer Hafner       | Hafner       | 3068       | 868            |
| Hoher Prijakt       | Schober      | 3064       | 470            |
| Weisse Spitze       | Villgraten   | 2963       | 920            |
| Mölltaler Polinik   | Kreuzeck     | 2784       | 1580           |

## Predori in prelazi
Skozi Visoke Ture vodi več predorov:
- železniški predor Tauern med Bad Gasteinom in Mallnitzem, končan leta 1906
- cestna predora Katschberg in Tauern na A10 Turski avtocesti (Tauern Autobahn - evropska cesta E55)
- Predor Felbertauern (Felbertauerntunnel) na cesti B108 Felbertauern Straße, med Mittersillom in Matrejem ter Osttirolom.

Najbolj znan gorski prelaz preko Visokih Tur je na slikoviti gorski cesti mimo Grossglocknerja (Großglockner-Hochalpenstraße), odprt leta 1935, vključno s predorom na nadmorski višini 2505 metrov pod prelazom Hochtor (2573 m). Vzhodno od njega je prelaz Katschberg (1641 m) na cesti B 99 in poteka vzporedno s predorom Katschberg ter povezuje Sankt Michael in Rennweg. Druga cesta prečka sedlo Staller med Sankt Jakobom in Defereggenom ter Rasen-Antholzem na 2052 m.
Poleg navedenih cest obstajajo številne mulatjere in pešpoti, nekatere, ki se uporabljajo že od antičnih časov:
| Prelaz                        | Lokacija                                         | Tip       | Višina (m) | Višina (m) |
| ----------------------------- | ------------------------------------------------ | --------- | ---------- | ---------- |
| Riffeltor                     | Kaprun do Heiligenbluta                          | sneg      | 3051       |            |
| Bockkarscharte                | Fusch an der Großglocknerstraße do Heiligenbluta | sneg      | 3046       |            |
| Sonnblickscharte              | Rauris do Heiligenbluta                          | sneg      | 2979       |            |
| Vörder Umbaltorl              | Prägraten am Großvenediger do Ahrntal            | sneg      | 2928       |            |
| Obersulzbachtorl              | Prägraten do Wald im Pinzgau                     | sneg      | 2926       |            |
| Untersulzbachtorl             | Matrei in Osttirol do Wald im Pinzgau            | sneg      | 2865       |            |
| Schwarzkopfscharte            | Innergschlöß do Bramberga                        | sneg      | 2850       |            |
| Prägratertorl                 | Prägraten do Sankt Jakob in Defereggen           | pešpot    | 2846       |            |
| Glodistorl                    | Lienz do Kals am Großglockner                    | sneg      | 2832       |            |
| Antholzerscharte              | Rein in Taufers do Rasen-Antholz                 | sneg      | 2820       |            |
| Krimmlertorl                  | Krimmler Achental do Obersulzbachtal             | sneg      | 2814       |            |
| Goldzechscharte               | Rauris to Heiligenblut                           | sneg      | 2810       |            |
| Kalsertorl                    | Lienz to Kals                                    | sneg      | 2803       |            |
| Ober Tramerscharte            | Rauris to Döllacha                               | sneg      | 2802       |            |
| Kleine Elendscharte           | Bad Gastein do Gmünda                            | sneg      | 2739       |            |
| Kleine Zirknitzscharte        | Rauris do Döllacha                               | sneg      | 2719       |            |
| Mallnitzerscharte             | Mallnitz do Gmünd                                | sneg      | 2677       |            |
| Große Elendscharte            | Mallnitz do zgornje Maltatal                     | sneg      | 2673       |            |
| Unter Pfandlscharte           | Ferleiten do Heiligenbluta                       | sneg      | 2665       |            |
| Bergertorl                    | Ferleiten do Heiligenbluta                       | pešpot    | 2650       |            |
| Kaprunertorl                  | Kaprun do zgornje Stubachtal                     | sneg      | 2635       |            |
| Virgner ali Defereggertorl    | Defereggental do Virgena                         | pešpot    | 2617       |            |
| Backlenke ali Trojerjoch      | Defereggental do Prägratena                      | pešpot    | 2613       |            |
| Felber Tauern                 | Matrei in Osttirol do Mittersilla                | mulatjera | 2540       |            |
| Kalser Tauern                 | Kals do Mittersilla                              | pešpot    | 2512       |            |
| Hohe Tauern                   | Bad Gastein do Mallnitza                         | mulatjera | 2463       |            |
| Niedere ali Mallnitzer Tauern | Bad Gastein do Mallnitza                         | mulatjera | 2414       |            |
| Fuschertorl                   | Ferleiten do Seidlwinkeltal                      | pešpot    | 2405       |            |
| Klammljoch                    | Defereggental do Taufersa                        | mulatjera | 2291       |            |
| Arlscharte                    | Gmünd do Sankt Johann im Pongau                  | pešpot    | 2251       |            |
| Kals Matreiertorl             | Kals do Matreia                                  | mulatjera | 2206       |            |
| Stanz                         | Bad Gastein do Raurisa                           | pešpot    | 2103       |            |